# Orycteropus
Orycteropus è un genere di mammiferi della famiglia Orycteropodidae all'interno dell'ordine Tubulidentata. Il genere è apparso nel tardo Miocene ed è sopravvissuto fino ai tempi recenti in Africa.
L'unica specie vivente all'interno di Tubulidentata, è l'oritteropo (Orycteropus afer).

## Specie
Il genere contiene quattro specie, tre delle quali sono estinte:
- Orycteropus afer (Pallas, 1766) - oritteropo - Dal Paleolitico ai tempi moderni dell'Africa
- † Orycteropus plentyulafus Lehmann, Vignaud, Likius & Brunet, 2005
- † Orycteropus crassidens MacInnes, 1955[3] - Pleistocene del Kenya
- † Orycteropus djourabensis Lehmann, Vignaud, Mackaye & Brunet, 2004[4] - Pliocene inferiore fino al Pleistocene inferiore del Chad e Kenya

Altre specie precedentemente assegnate al genere Orycteropus sono ora classificate nel genere Amphiorycteropus.